# Мартунинский район (Армения)
Мартунинский район — административно-территориальная единица в составе Армянской ССР и Армении, существовавшая в 1930—1995 годах. Центр — Мартуни.

## История
Мартунинский район был образован 9 сентября 1930 года. 
Упразднён 11 апреля 1995 года при переходе Армении на новое административно-территориальное деление.

## География
На 1 января 1948 года территория района составляла 1185 км². 

## Административное деление
По состоянию на 1948 год район включал 20 сельсоветов: Адамханский, Астхадзорский, Вагашенский, Варденикский, Верин-Алучалинский, Верин-Геташенский, Гезалдаринский, Дзорагюхский, Ераносский, Золакарский, Карадайский, Каранлухский, Личкский, Мадининский, Мартуникский, Неркин-Алучалинский, Неркин-Геташенский, Тазагюхский, Цаккарский, Цовинарский.